# Ronald Maitland
Ronald Monteith Maitland (ur. 6 stycznia 1887 w Grimsby, zm. 15 kwietnia 1937 w Vancouver) – kanadyjski żeglarz sportowy, medalista olimpijski.
Podczas letnich igrzysk olimpijskich w Los Angeles (1932) zdobył, wspólnie z Ernestem Cribbem, Harrym Jonesem, Peterem Gordonem, Hubertem Wallace’em i George’em Gylesem, srebrny medal w żeglarskiej klasie 8 metrów. 
Urodzony w prowincji Ontario Ronald Maitland przeniósł się do Vancouver w młodym wieku i pasję żeglarską rozpoczął od konstruowania domowych canoe i pływania nimi po zatoce Burrard. W pierwszych latach XX wieku zaczął starty w wyścigach jachtów i dołączył do Royal Vancouver Yacht Club, w którym pełnił funkcję komandora w 1924. W 1932 był sternikiem jachtu Santa Maria podczas olimpiady w Los Angeles. Pomimo porażki we wszystkich czterech wyścigach, Kanadyjczycy zdobyli srebrne medale, ponieważ w klasie 8 metrów rywalizowały tylko dwie drużyny (drugą była reprezentacja Stanów Zjednoczonych).
Kariera Maitlanda jako biznesmena rozpoczęła się w 1904, kiedy porzucił pracę jako urzędnik w Royal Bank of Canada. Następnie był zaangażowany w projekty organizacji North Arm Steamship Company, a na początku lat dwudziestych XX wieku został zatrudniony w firmie Macaulay Nicolls, w znacznym stopniu pomagając jej przetrwać w czasach Wielkiego kryzysu. Jego brat Royal był zasłużonym politykiem w Kolumbii Brytyjskiej, m.in. pełnił stanowisko prokuratora generalnego prowincji w latach 1941–1946. 